# The Human Cactus
The Human Cactus è un cortometraggio muto del 1916 diretto e interpretato da Rupert Julian. Gli altri interpreti sono Douglas Gerrard, Doc Crane, Lule Warrenton, le piccole Zoe Rae e Lina Basquette, oltre a Elsie Jane Wilson, attrice e moglie di Julian, che firma anche il soggetto e la sceneggiatura del film.

## Produzione
Il film - un cortometraggio in due bobine - fu prodotto da Carl Laemmle per l'Universal Film Manufacturing Company. Venne girato negli Universal Studios, al 100 di Universal City Plaza, a Universal City.

## Distribuzione
Distribuito dall'Universal Film Manufacturing Company, il film uscì nelle sale cinematografiche statunitensi il 29 giugno 1916.